# Amtsgericht Pabianice
Das Amtsgericht Pabianice war ein deutsches Gericht der ordentlichen Gerichtsbarkeit im Bezirk des Landgerichtes Litzmannstadt mit Sitz in Pabianice.

## Geschichte
Das Amtsgericht Pabianice wurde als eines von zehn Amtsgerichten des Landgerichtes Litzmannstadt mit Sitz in Lodz gebildet, das während der deutschen Besetzung Polens 1939 mit Erlass vom 26. November 1940 als Landgericht im Bezirk des Oberlandesgerichtes Posen errichtet worden war.
Nach Kriegsende 1945 wurde der Landgerichtsbezirk wieder unter polnische Verwaltung gestellt. Anstelle des Amtsgerichtes Pabianice wurde das Sąd Grodzki w Pabianicach (deutsch: Stadtgericht Pabianice) errichtet, das von 1950 bis 1975 als Sąd Powiatowy w Pabianicach und seitdem als Sąd Rejonowy w Pabianicach bezeichnet wurde.